# Pero minopenaria
Pero minopenaria là một loài bướm đêm trong họ Geometridae.